# استارگرل (مجموعه تلویزیونی)
استارگرل دی‌سی (به انگلیسی: DC's Stargirl) یا به‌طور ساده استارگرل، یک مجموعه تلویزیونی درام نوجوان ابرقهرمان آمریکایی است که توسط جف جانز ساخته شده و در شبکه DC Universe پخش شده‌است. این سریال مبتنی بر کتاب‌های کامیک ابرقهرمان دی‌سی کورتنی ویتمور است که توسط جف جانز و لی مودر خلق شده‌است. این سریال دربارهٔ دانش آموزی دبیرستانی به نام کورتنی ویت مورم است که توسط برک بسینجر به تصویر کشیده شده‌است. او به صورت اتفاقی عصایی کیهانی را کشف می‌کند و الهام بخش نسل جدیدی از ابرقهرمانان می‌شود که به انجمن عدالت آمریکا تبدیل می‌شوند.
استارگرل نخستین فصل خود را در ۱۸ مه سال ۲۰۲۰ که شامل ۱۳ قسمت است، آغاز کرد. این سریال همچنین روز بعد در سی‌دابلیو پخش شد و در سیستم عامل‌های دیجیتال سی‌دابلیو منتشر شد. پیش از آغاز سریال، شخصیت‌های این سریال در کراس اوور ارو ورس بحران در زمین‌های بیکران به نمایش درآمدند و استارگرل را به عنوان موجود در یک زمین موازی با سری ارو ورس معرفی کردند. در ژوئیه سال ۲۰۲۰، این سریال برای فصل دوم توسط سی‌دابلیو تمدید شد و در نتیجه استارگرل به عنوان یک سری اصلی سی‌دابلیو به شبکه منتقل شد.

## داستان
یک دهه پس از کشته شدن تقریباً کل جامعه عدالت آمریکا در نبرد با جامعه بی عدالتی آمریکا، دانش آموز دبیرستانی کورتنی ویتمور عصای کیهانی استارمن را کشف کرد و پس از یادگیری از ناپدری اش (پت دوگان). به عنوان جانشین استارمن، الهام بخش نسل جدیدی از ابرقهرمانان می‌شود.